# 未来会館
ぎふ清流文化プラザ（ぎふせいりゅうぶんかプラザ）は、岐阜県岐阜市学園町に所在する施設である。旧称は未来会館（みらいかいかん、正式名称：岐阜県県民文化ホール未来会館）。

## 概要
「未来会館」時代は芸術文化全体における普及や活動を「長良川ホール」、「ハイビジョンホール」を中心に支援していた。また幼児のための遊びの広場「Chico Chika（チコチカ）」を備え遊びを通じた子供の体と心のバランスのとれた成長を考えたり、1階のカフェでは地元サッカークラブFC岐阜オフィシャルグッズを販売中など身近な文化活動にも力を入れていた。館内では、ワイヤレスブロードバンドを導入し、来場者にインターネット接続を提供していた。指定管理者制度に則り、2006年4月より、ADOTOPS未来会館運営共同体が運営していた。
2010年度末に一旦閉館。その後は売却も検討されていた が、「文化施設」「運転教育施設（運転免許試験場、岐阜試験場より免許更新手続きの部門が移転）」を組み合わせた複合施設「ぎふ清流文化プラザ」として2015年9月23日に再オープンした。

### アクセス
バス
- 岐阜バス
  - 三田洞線・城田寺団地線「岐阜メモリアルセンター正門前」下車徒歩1分

駐車場
- 133台（有料）
- 運転者講習センター利用者は近隣する「世界イベント村ぎふ」の駐車場も利用可能。
- 地下駐車場に、ベビーカー使用者・妊婦用駐車場（2台分）あり。

## 施設概要

### 岐阜運転者講習センター
運転免許証の更新・再交付・回復・返納、国際運転免許証の申請などを行っている。2階・3階にある。また、5階・6階に岐阜県警察運転免許課がある。

### 長良川ホール
可動床システム、大型スクリーン、液晶プロジェクターなどを備えたイベントホール。未来会館時代からあり、ぎふ清流文化プラザでも引き続き使用されている。2022年（令和4年）に伝統芸能公演を行う際に用いる仮設・移動式の花道と升席が設置可能となり、ホールを芝居小屋として使う際は、「ぎふ清流座」の愛称となる。
- 収容人数：およそ500人

### その他
- 練習室
- 子育て支援スペース「みなたん」
- 文化芸術県民ギャラリー
- カフェ「Tomoni Cafe」

### 過去の施設
未来会館時代には以下の施設があった。
- ハイビジョンホール
  - 200インチハイビジョンスクリーン、4カ国語同時通訳設備を備える会議やシンポジウムが備えた多目的ホール。入口にはステンドグラスとモニュメントが設置されていた。
  - 最大収容人数：224人
- レセプションホール
  - 金華山や岐阜の夜景をバック望みパーティー、講演会、披露宴までもが行えるホール。エントランスには杉山惚二作「星のヴィーナス'94」が飾られていた。
  - 最大収容人数：250人（立食）
- Chico Chika（チコチカ）
  - 幼児のための遊びの広場。デンマークの最新体育運動理論に基づいて開発された運動遊具などが設置してあり、遊びを通じた子供の体と心のバランスのとれた成長を目的としていた。
- 織部賞展示コーナー
  - 戦国時代の岐阜県の偉人、古田織部の紹介、織部賞の紹介、織部賞受賞者の展示を行うコーナーが常設してあった。
- その他
  - 企画展示室
  - 1階のカフェにてFC岐阜オフィシャルグッズが販売されていた。

## ぎふ清流福祉エリア
岐阜県は鷺山、早田地区周辺を「ぎふ清流福祉エリア」と名付け、福祉、医療、教育、文化芸術、スポーツ及び就労支援が一体となった県の障がい者支援の拠点として施設の整備を行った。以下の10施設が該当する。
- 岐阜県立希望が丘こども医療福祉センター
- 岐阜県立岐阜希望が丘特別支援学校
- 岐阜県障がい者総合相談センター
- 岐阜県福祉友愛アリーナ
- 岐阜県福祉友愛プール
- 中央子ども相談センター
- 岐阜県福祉事業団清流園
- ぎふ清流文化プラザ
- 岐阜県障がい者総合就労支援センター
- ぎふ木遊館